# Docsity
Docsity — образовательная социальная сеть, основанная на принципе Social learning, для учащихся со всего мира. Была запущена в 2010 году только для Италии, но в середине 2012 года стала интернациональной и открытой для студентов со всего света. Контент постоянно обновляется, благодаря обмену между студентами и учащимися. В международной версии доступны функции социальной сети, обмен документами и видео, сервис Вопрос-ответ, DocStore для продажи документов, мобильное приложение, а также блог с новостями и статьями. В русскоязычной версии пока доступны сервисы обмена документами, функции социальной сети и блог.
Docsity имеет отдельные версии и достаточную базу материалов для пользователей из Италии, России, США, Великобритании, стран Балканского полуострова, Испании, Южной Америки, Бразилии, Польши, Португалии и стран, говорящих на португальском языке.

## История создания
Docsity появился, благодаря инициативе двух ребят из Турина (Италия), которых не устраивало, что студенты вынуждены тратить огромное количество времени на поиск хороших конспектов лекций для любого предмета. Распространенная проблема для студентов университетов и колледжей. Пытаясь решить эту проблему, они запустили сервис Docsity, в котором студенты могут свободно обмениваться конспектами лекций, студенческими работами и обсуждать их друг с другом. Эта идея была воспринята студенческим сообществом Италии с большим энтузиазмом и чуть позднее итальянская газета La Stampa назвала Docsity самой быстро растущей социальной сетью для студентов. После успеха в Италии Docsity был запущен и в других странах в июне 2012 года.
Впоследствии на это обратили внимание основные итальянские газеты, включая La Stampa, Il Fatto Quotidiano, Il Corriere и Il Sole 24 Ore.

## Функциональность
- База документов: студенты могут делиться своими конспектами и учебными материалами, документы доступны для поиска, просмотра и скачивания.
- Социальная сеть: для общения, совместной учебы и решения задач, обсуждения вопросов. Пользователи могут добавлять друг друга в друзья, обмениваться сообщениями, а также отслеживать прогресс и действия своих друзей.
- Новости и блог: площадка с новостями и статьями о студенческой жизни, интересных событиях и возможностях. Пользователи могут читать статьи Docsity, а также стать самостоятельными авторами сообщества.
- Видео раздел: студенты могут делиться собственными учебными видео или загружать видео с YouTube и распределять их по нужным категориям.
- Вопрос-ответ: этот сервис дает возможность задать собственный вопрос, а также помочь другим студентам своим ответом.

В базе данных Docsity более 300 000 документов, загруженных самими студентами, 400 000 тем в разделе Вопрос-ответ, 500 опубликованных статей, 2000 обучающих видео и более 500 000 студентов из разных университетов.

## Технология работы
Docsity позволяет пользователям загружать, скачивать и делиться документами (включая .doc, .pdf, .ppt и прочие популярные форматы). Секция Вопрос-ответ позволяет студентам задавать собственные вопросы и давать ответы на вопросы других студентов, голосовать, оценивать и комментировать ответы. Раздел с видео представляет собой систему упорядоченных учебных видео с фильтрами по предметам, направлениям и типам. Блог Docsity содержит новости и статьи от студентов университета на разнообразные темы касательно образования и студенческой жизни.
На сайте также представлена система оценки и комментирования документов для пользователей. Оценки используются для ранжирования документов. Docsity позволяет пользователями писать на стене в своём профиле, отвечать на комментарии, отправлять запросы на добавление в друзья, искать пользователей по университетам или по сферам интересов. Среди пользователей не только студенты университетов и колледжей, а также преподаватели, представители различных факультетов, ВУЗов и организаций.
Docsity возносит обучение на новый социальный уровень, Образование 2.0. YouTube видео (на английском языке) описывает все возможности сервиса.

## Система баллов
Docsity является бесплатным сервисом, но для увеличения вклада самих пользователей в сообщество имеет свою собственную систему баллов и рейтингов. Пользователи получают баллы для загруженный контент и за вклад в Docsity. Эти баллы можно использовать для скачивания документов и для повышения рейтинга пользователя в сообществе.